# Комплекс сверхскоплений Рыб — Кита
Комплекс сверхскоплений Рыб — Кита — скопление сверхскоплений галактик, или гиперскопление (галактическая нить), которое включает в себя, в частности, сверхскопление Персея — Рыб.

## Открытие
Комплекс сверхскоплений Рыб — Кита в 1987 году открыл астроном Р. Брент Талли из Гавайского Астрономического университета.

## Характеристики
Размер комплекса сверхскоплений Рыб — Кита оценивается примерно в 1,0 миллиардов световых лет в длину и в 150 миллионов световых лет в ширину. Это одна из крупнейших структур, выявленных во вселенной — на 370 миллионов световых лет меньше Великой стены Слоуна и в 10 раз меньше Великой стены Геркулес — Северная Корона.
Комплекс включает в себя около 60 скоплений галактик, и, по оценкам[каким?], их общая масса составляет 1018 солнечных масс (примерно на 1 порядок больше массы Ланиакеи). По словам первооткрывателя Брента Талли, комплекс состоит из пяти частей:
1. Сверхскопление Рыб — Кита.
2. Цепь Персея — Пегаса, включая и сверхскопление Персея — Рыб.
3. Цепь Пегаса — Рыб.
4. Регион Скульптора, в том числе и сверхскопление Скульптора и сверхскопление Геркулеса.
5. Ланиакея — сверхскопление, содержащее, в частности, нашу Галактику.